# جيرالدين سوندرز
جيرالدين سوندرز (بالإنجليزية: Jeraldine Saunders)‏ (3 سبتمبر 1923 - 26 فبراير 2019)؛ كاتبة أمريكية.

## من مؤلفاتها
- Love Boats (1974)